# Maison natale de Jean Jaurès
La maison natale de Jean Jaurès est située à Castres, dans le Tarn, en région Occitanie.

## Description

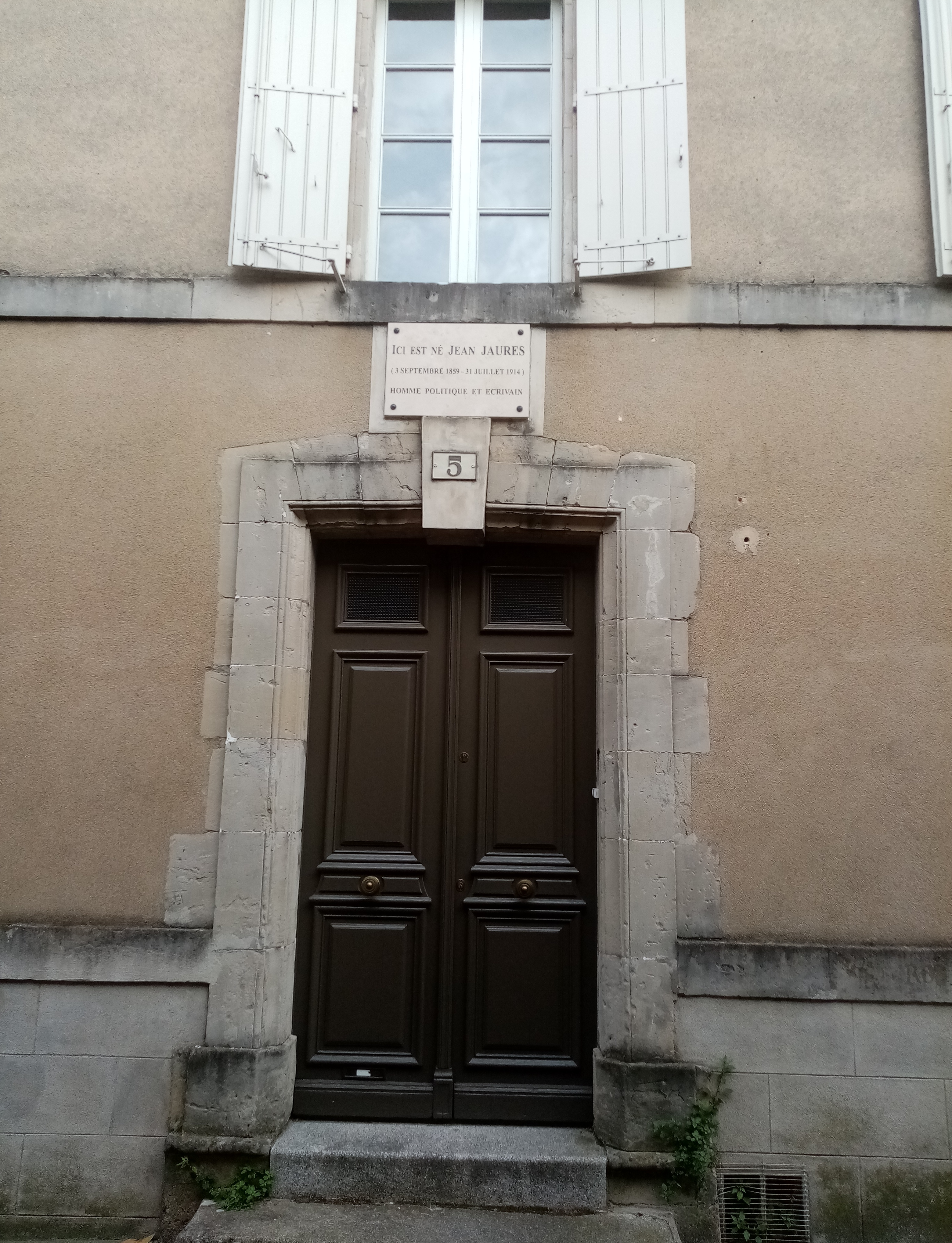
Entrée de la demeure familiale, rue Réclusane à Castres, située près de la place Soult, où naît Jean Jaurès en septembre 1859.

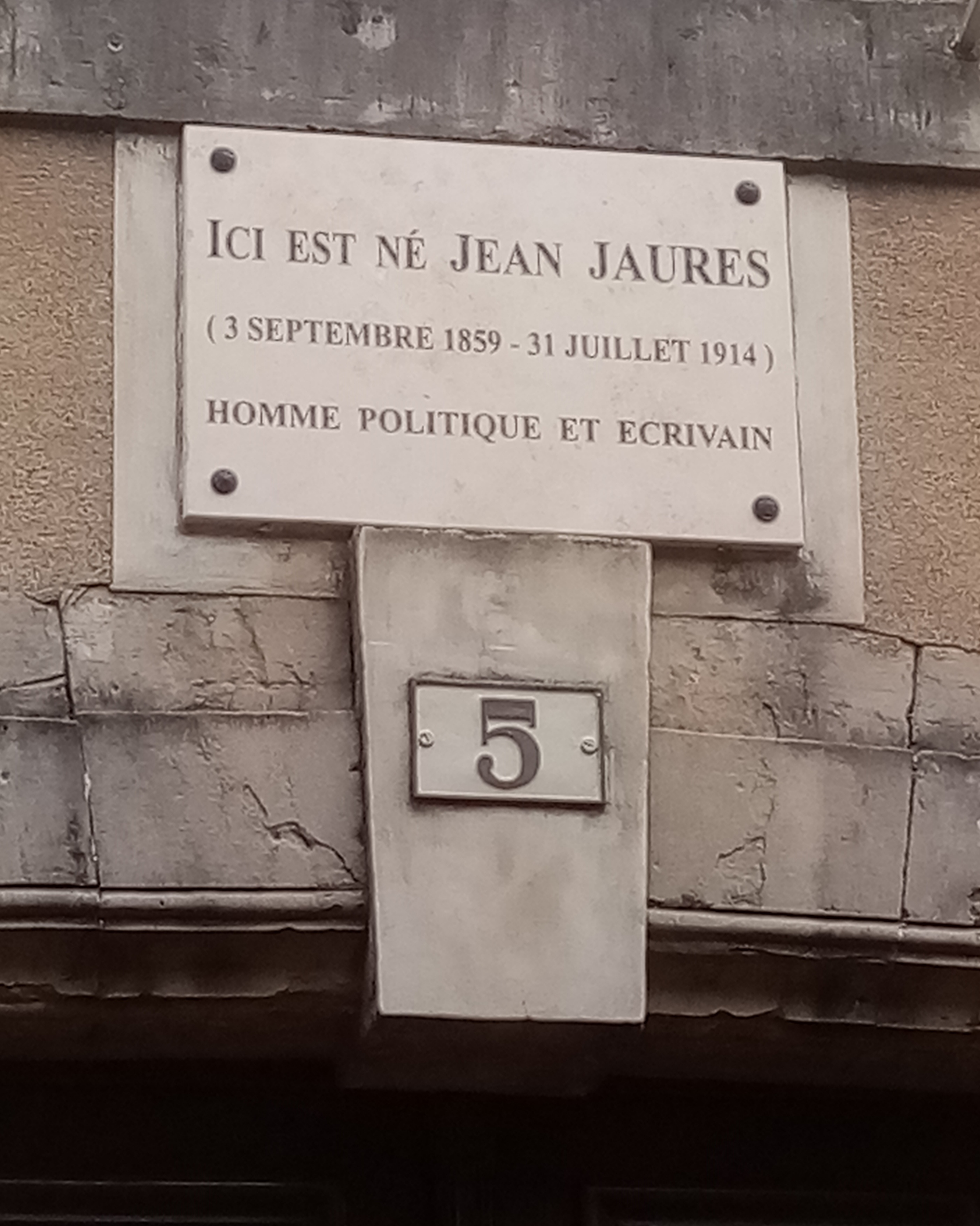
L'entrée de la maison natale surmontée d'une nouvelle plaque commémorative (2025) : "Ici est né Jean Jaurès (3 septembre 1859 - 31 juillet 1914). Homme politique et écrivain".

Construite au XIXe siècle, cette maison appartenait aux Barbaza, la famille de la mère de Jean Jaurès, Adélaïde Barbaza. Le 3 septembre 1859, Jean Jaurès y nait, vraisemblablement dans une des pièces du rez-de-chaussée. Il passera ensuite son enfance au domaine de la Fédial.
La maison est typique de l'architecture castraise de l'époque. Le second étage est un grenier ajourée sur le jardin, et empli de matériel de tisserand, métier originel de la famille Jaurès à Castres. 
La maison natale de Jean Jaurès est inscrite au titre de monument historique par arrêté du 28 décembre 1984. La façade de la maison natale de Jean Jaurès a été rénovée et une nouvelle plaque ajoutée en 2025.